# Ventraalflexie
De term ventraalflexie is een van de termen die binnen de functionele anatomie gebruikt wordt om een beweging in een gewricht te beschrijven. Deze termen zijn, als onderdeel van de zogenaamde descriptieve termen, onderdeel van de internationaal aanvaarde nomenclatuur van de anatomie.
Men spreekt van ventraalflexie bij het voorwaarts buigen van de wervelkolom (gezien vanuit de anatomische houding).